# Аксум (аеропорт)
Аксумський аеропорт — аеропорт в Аксумі в Ефіопії (IATA: AXU, ICAO: HAAX). Розташований на висоті 2108 метрів над рівнем моря, аеропорт має одну асфальтованої злітно-посадковою смугою довжиною 2400 метрів і шириною 45 метрів. Аеропорт може приймати дуже великі літаки, такі як Ан-124, який доставив Аксумський обеліск назад з Італії у 2005.

## Обслуговування рейсів
- Ethiopian Airlines (Індаселассіе, Лалібела)